# Libicocco

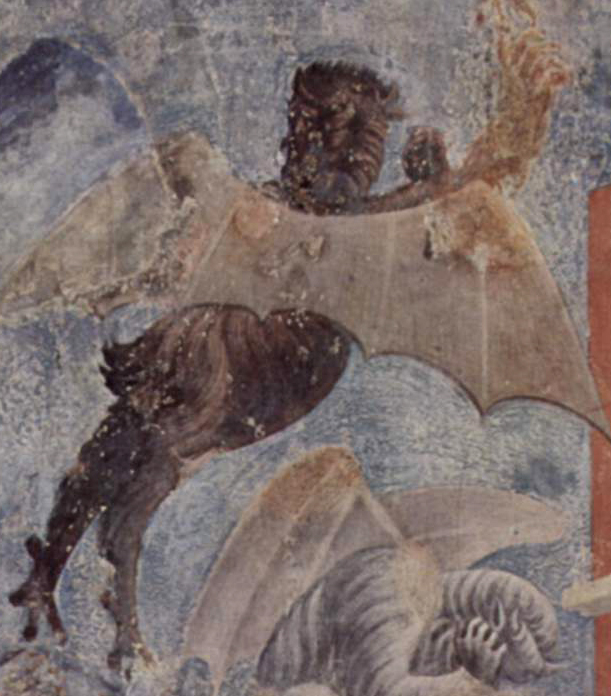
Un diavolo di Giotto, Cappella degli Scrovegni, Padova (1296-1298)

Libicocco è un diavolo inventato da Dante Alighieri, che lo inserisce tra I Malebranche, la diabolica truppa di demoni protagonista di un curioso episodio dell'Inferno (Canti XXI, XXII e XXIII). Essi creano con le loro grottesche figure una parentesi dallo stile tipicamente comico che è molto rara nell'opera dantesca e rappresenta una preziosissima testimonianza di come il grande poeta sapesse adattare con duttilità la sua poesia ai più svariati generi.
Il suo nome è stato interpretato come l'unione dei nomi dei venti libeccio e scirocco, a designare la sua impetuosità, o anche come un pasticcio di nome corrisponda a un pasticcione.
Egli viene chiamato da Malacoda, il capo di questo gruppo di diavoli, tra la decina di diavoli per la scorta che egli assegna a Dante e Virgilio per il passaggio della bolgia dei barattieri (puniti tramite immersione nella pece bollente) alla ricerca di un nuovo ponte da attraversare, dopo aver scoperto che quello più diretto era crollato, che, si scoprirà solo alla fine del XXIII Canto, in verità non esiste.
disse; e preseli 'l braccio col runciglio,

sì che, stracciando, ne portò un lacerto.»
(XXII, vv. 70-72)
Egli è il diavolo più impaziente, che non riesce ad attendere che il dannato pescato nella pece, Ciampolo di Navarra, finisca di parlare con i due poeti perché vorrebbe uncinarlo subito. La sua impazienza, il suo struggersi dalla voglia, lo rendono un personaggio infantile e comico. Esso non si trattiene e strappa un pezzo di braccio al dannato con l'uncino, imitato subito da Draghignazzo che si avventa sulle gambe; ma entrambi vengono subito fulminati da un'occhiata ammonitrice del loro "sergente" Barbariccia. Le sue ferite però non arrecano né dolore né raccapriccio, infatti poco dopo il dannato riprende a parlare normalmente, come se niente fosse stato, conformemente allo stile disimpegnato della commedia.